# Versace
Gianni Versace S.p.A. (сокращённо Versace) — итальянская компания, основанная в 1978 году модельером Джанни Версаче. Занимается разработкой дизайна, маркетингом и продажей одежды, парфюмерии, часов, товаров для дома, аксессуаров и других товаров. Эмблемой компании служит медуза Ронданини.
В сентябре 2018 года американская группа Michael Kors Holdings Ltd приобрела 100 % акций дома моды Versace, сумма сделки составила 1,83 млрд евро. В апреле 2025 года Prada достигла соглашения о покупке Versace за 1,375 млрд долларов.

## История

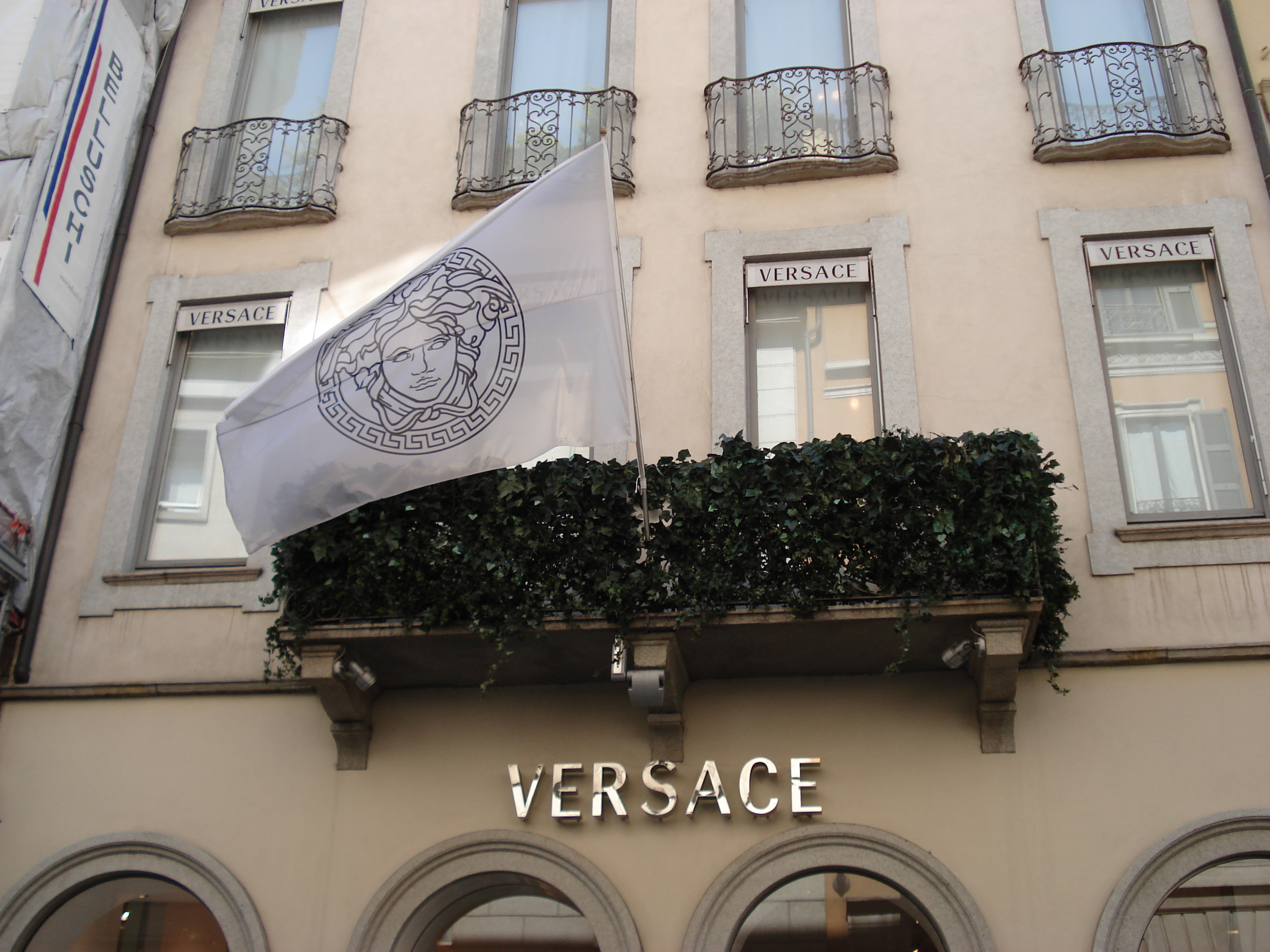
Бутик Versace в Милане на виа Монтенаполеоне

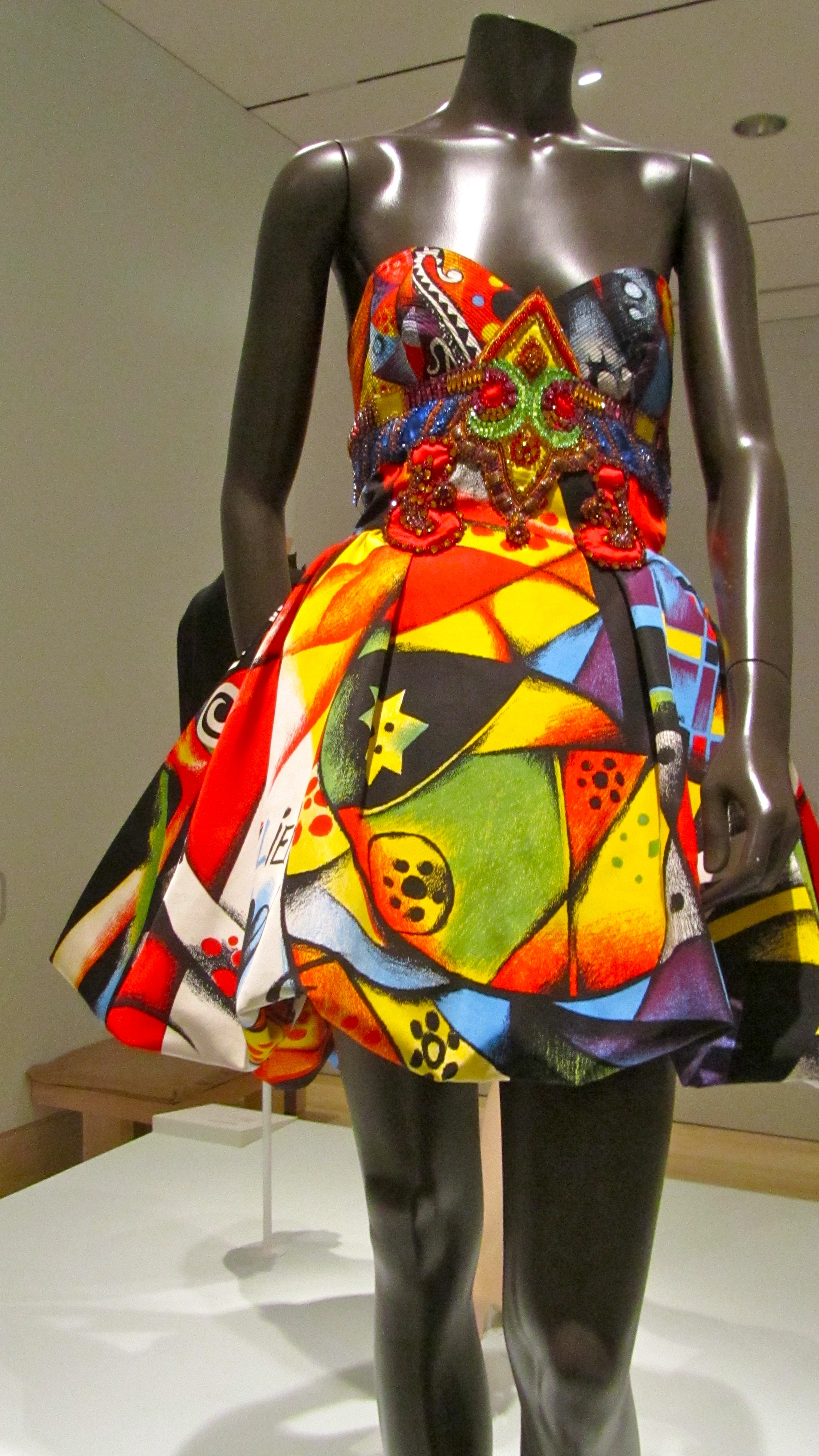
Платье от Джанни Версаче

В 1972 году Джанни Версаче разработал свою первую коллекцию одежды. В следующие годы он разработал ещё несколько коллекций для различных домов моды, в частности, для Genny. В 1977 году Джанни Версаче решил основать свою компанию. В марте 1978 года он представил коллекцию мужской одежды под своим брендом. Председателем и управляющим директором компании Gianni Versace SpA стал старший брат Санто Версаче, а сестра Донателла возглавила отдел рекламы, позже начала разрабатывать свои коллекции одежды и аксессуаров. Первый бутик Versace был открыт в Милане на улице Via della Spiga также в 1978 году.
Версаче сотрудничал с представителями мира искусства, в частности, шил сценические костюмы; наиболее тесные отношения сложились с театром «Ла Скала»; в костюмах его дизайна выступали как Элтон Джон, так и балет Мориса Бежара. В 1982 году Версаче получил первую из четырёх наград L’Occhio d’Oro. В начале 1980-х годов Версаче начал лицензировать свой бренд для производства различных товаров, включая парфюмерию, часы, очки, зонты и ювелирные изделия. Также в этот период компания начала открывать свои магазины в странах Европы и Азии; в 1981 году был открыт первый бутик в США.
В марте 1985 года была представлена коллекция Istante, разработанная Джанни Версаче совместно с Антонио Д'Амико и сестрой Донателлой. Istante стал отдельным брендом компании. В 1989 году была представлена первая коллекция «от-кутюр» и запущена линия Atelier Versace, производившая модели по индивидуальному заказу стоимостью в десятки тысяч долларов. Также в 1989 году Донателла Версаче запустила свою линию готовой одежды Versus, ориентированную на молодёжь. Линия Versus была закрыта в 2005 году, но возрождена в 2010 году под руководством молодого британского дизайнера Кристофера Кейна.
В начале 1990-х годов продолжалось расширение ассортимента. В 1991 году была основана линия одежды для полных женщин Versatile, а также запущена линия повседневной одежды Versace Jeans Couture (её ключевой моделью были джинсы за 200 долларов). Линия товаров для дома Home Signature была основана в 1993 году; она включала столовые приборы, постельное бельё, полотенца, ковры и светильники. Линия косметики Versace Make-up была запущена в 1997 году. Оборот компании в 1994 году составлял 510 млрд лир, из них более половины приходилось на Европу, по 20 % — на Северную Америку и Азию.
После убийства Джанни Версаче в 1997 году его сестра, Донателла Версаче, заняла пост креативного директора, а его старший брат, Санто Версаче, стал генеральным директором. Дочери Донателлы, Аллегре Версаче, было оставлено 50 % акций компании, контроль над которыми она взяла на себя в день своего восемнадцатилетия.
В 2000 году зелёное платье с цветочным принтом от Версаче, которое надела Дженнифер Лопес на 42-ю церемонию «Грэмми», привлекло большое внимание средств массовой информации, будучи признанным пятым самым культовым платьем всех времен в 2008 году, а самым культовым сочли чёрное платье Versace, которое британская актриса Элизабет Херли надела на премьеру фильма «Четыре свадьбы и одни похороны» в 1984 году. В 2000 году компания Versace открыла отель у австралийского Голд-Коста; в 2015 году был открыт второй, в Дубае.

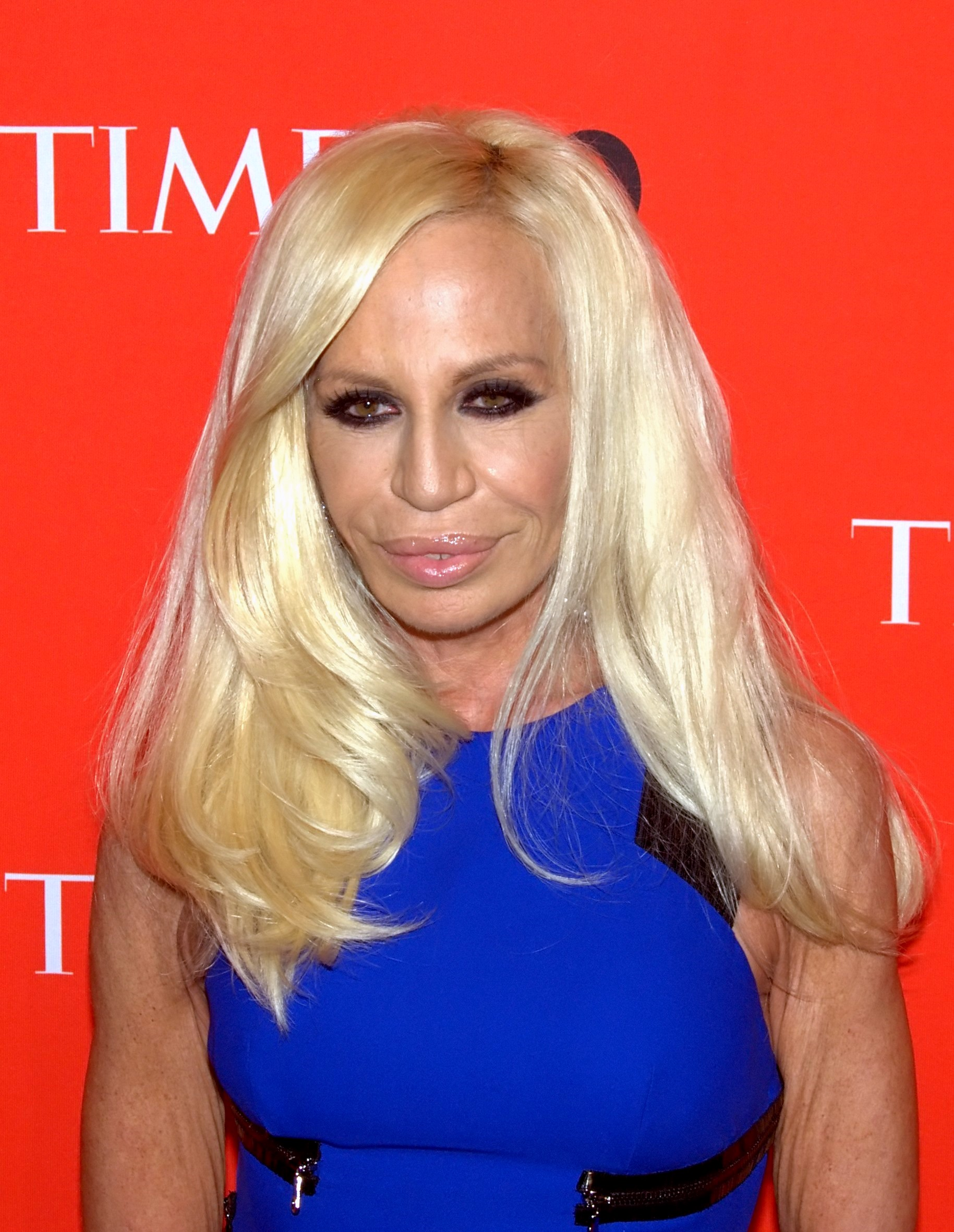
Донателла Версаче

В начале 2000-х годов прибыль компании начала снижаться, в 2003 году был нанят Фабио Массимо Каччиатори в качестве временного генерального директора для реорганизации и реструктуризации Versace Group. Каччиатори ушёл в отставку уже в декабре 2003 года из-за разногласий с семьёй Версаче. С 2004 года Джанкарло Ди Ризио стал генеральным директором группы вплоть до своей отставки в 2009 году. В мае 2016 года Versace Group назначила генеральным директором и членом совета директоров компании Джонатана Акероида.
В феврале 2014 года компания Blackstone Group приобрела 20 % акций Versace за 210 млн евро.
В сентябре 2018 года компания Gianni Versace объявила, что все акции, которые были в собственности Blackstone и семьи Версаче, были проданы группе Michael Kors Holdings; после этого группа сменила название на Capri Holdings.
В октябре 2018 года компания объявила о том, что 2 декабря в Нью-Йорке состоится первый в истории бренда предосенний показ. Шоу было запланировано на день рождения Джанни Версаче.
В 2024 году стало известно, что компания Prada может приобрести бренд Versace. Целесообразность сделки обсуждается с банком Citigroup, привлеченным в качестве консультанта.
В марте 2025 года Донателла Версаче покинула пост креативного директора и стала амбассадором бренда, её место занял Дарио Витале.

## Деятельность
Gianni Versace S.p.A. является дочерней компанией группы Capri Holdings и составляют одно из её трёх подразделений. Продажи в 2023/24 финансовом году составили 1,03 млрд долларов (20 % выручки группы). Почти вся продукция изготавливается контрактными производителями в Италии, часть товаров — в других странах Европы, в Азии и северной Африке. Розничная сеть по состоянию на март 2024 года составляла 236 магазинов; кроме этого, часть продукции продаётся оптом сетям универмагов и магазинов одежды, а также реализуется через платформы электронной коммерции. Главный дистрибьюторский центр Versace находится в Новаре (Италия).
Capri Holdings лицензирует бренд Versace другим компаниям для производства различных товаров, в частности, компания Swinger SA выпускает джинсы, Luxottica — очки, EuroItalia — парфюмерию, Vertime (Timex Group) — часы, Poltrona Frau — мебель и другие товары для дома.

## Сотрудничество

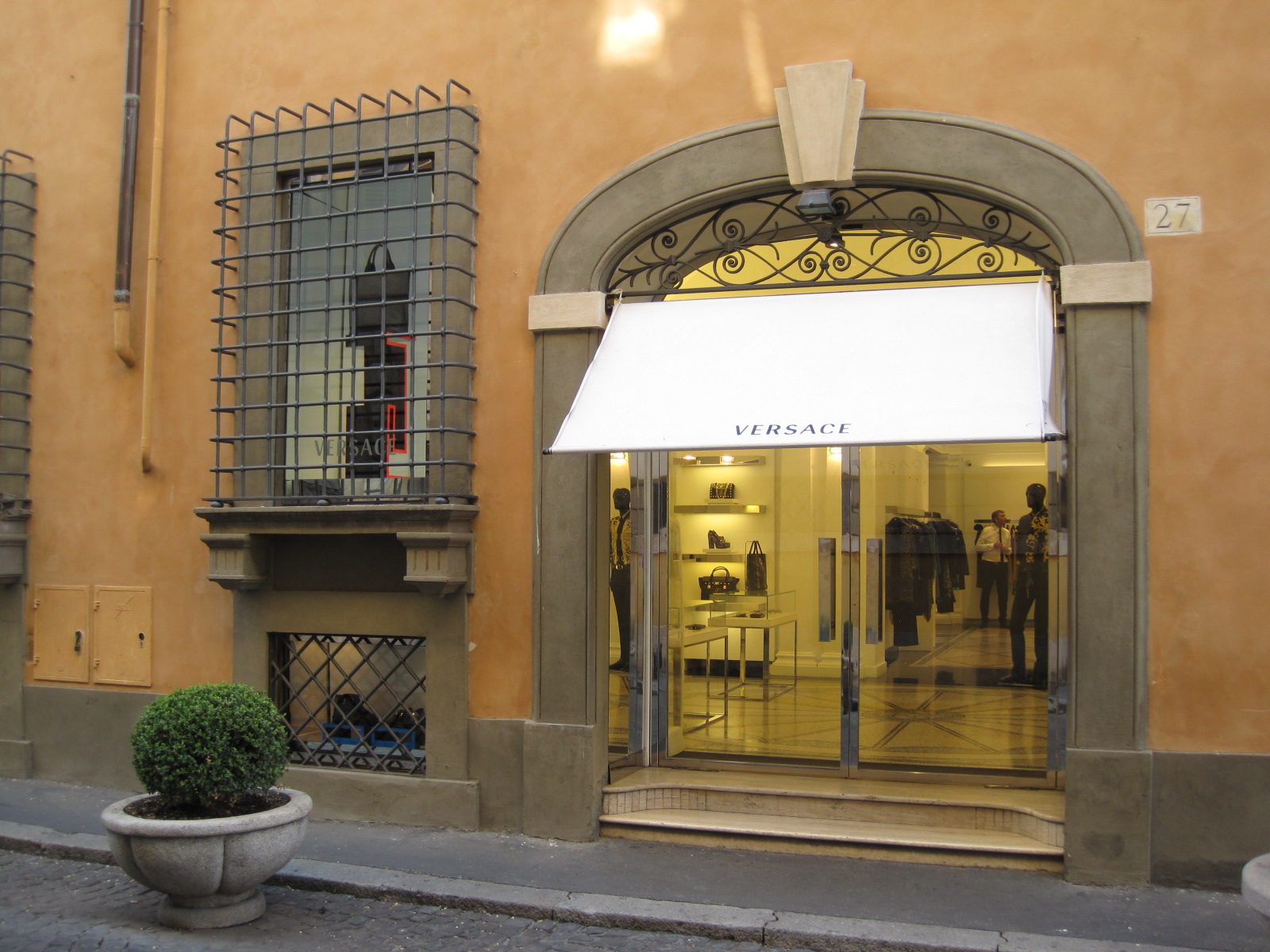
Бутик Версаче в Риме

В 2006 году компания Gianni Versace заключила партнёрство с компанией Automobile Lamborghini для производства автомобиля Lamborghini Murciélago LP640 Versace. Салон машины был отделан белым атласом от Versace, а на сиденьях был вышит логотип бренда. Автомобиль был доступен в чёрно-белом исполнении. Было произведено десять единиц. Автомобиль был продан с дополнительным багажным комплектом, водительскими ботинками и перчатками.
В 2008 году компания Versace объединилась с AgustaWestland, чтобы создать вертолёт AgustaWestland AW109 Grand Versace VIP. Вертолёт включает в себя кожаный салон Versace и дизайн снаружи.
В 2011 году Versace выпустили линию одежды совместно с брендом H&M. В магазине H&M продавалась как мужская, так и женская одежда, а также предметы домашнего обихода, такие как подушки и одеяла.
В 2015 году Versace выпустила коллекцию кроссовок совместно с танцовщицей Лил Бак.
В 2023 году Versace с певицей Дуа Липой выпустили совместную коллекцию одежды.

## Реклама
В рекламных кампаниях Versace в разное время участвовали звёзды первой величины, такие как Мадонна, Жан-Клод Ван Дамм, Джон Бон Джови, Деми Мур, Хэлли Берри, Джонатан Рис-Майерс, Эштон Кутчер, Бритни Спирс, Кристина Агилера, Леди Гага. В рекламе коллекций также снимались такие топ-модели, как Жизель Бюндхен, Кэролин Мерфи, Шалом Харлоу, Линда Евангелиста, Татьяна Сорокко, Дарья Вербова, Кристи Тарлингтон, Кейт Мосс и Наталья Водянова.
В 2010 году лицом Versace стала российская топ-модель Анна Селезнёва.
В 2016 году лицом Versace Jeans стала российская модель Катя Леднева.
В 2023 году к бренду присоединился южнокорейский айдол Хван Хёнджин в качестве глобального амбассадора.
В 2024 году глобальным амбассадором стала южнокорейский айдол НинНин.
Поклонниками марки являются Элтон Джон, Элизабет Хёрли, Эксл Роуз, Ники Минаж, Бейонсе, Lady Gaga, Ариана Гранде и многие другие знаменитости. 